# موغابي زيمبابوي
موغابي زيمبابوي هو فيلم وثائقي صدر عام 2010م من إخراج الهندي شرينيك راو.

## الملخص
يروي الفيلم قصة زيمبابوي تحت حكم روبرت موغابي الذي أمضى مدة ثلاثة عقود كرئيس لزيمبابوي. تركز القصة على كيف انهارت زيمبابوي بشكل كبير منذ استقلالها الناجح تحت حكم روبرت موغابي.
يتضمن الفيلم مقابلات حصرية مع نائبة رئيس زيمبابوي السيدة جويس موجورو، وحاكم بنك الاحتياطي في زيمبابوي الدكتور جدعون جونو، والسيد جوزيف مسيكا النائب الثاني لرئيس زيمبابوي، السيدة كلير شورت الوزيرة البريطانية، البروفيسور آرثر موتامبارا نائب رئيس وزراء زيمبابوي (2009 - 2013) وزعيم حركة حزب المعارضة من أجل التغيير الديمقراطي، والأسقف بيوس نكوبي رئيس أساقفة بولاوايو زيمبابوي سابقًا وهو لاجئ سياسي.

## الاستقبال
استحوذت قناة تي في إف الدولية على فيلم موغابي زيمبابوي، وأيضًا على توزيعه على مستوى العالم، وظهرت أحد صور الفيلم كواحدة من «أفضل اللقطات الساخنة لعام 2011» في مهرجان كان. حاز الفيلم على استحسان النقاد من قبل وسائل الإعلام في جميع أنحاء العالم.
قال الصحافي الحائز على جائزة بوليتزر باري بيراك من صحيفة نيويورك تايمز: «يبدو أن الفيلم يمثل مقدمة للوضع، وهو شيء له قيمة خاصة بالنسبة لأولئك الذين لم يطلعوا بعد على زيمبابوي وتاريخها الحديث». تم ترخيصه على العديد من منصات الوسائط وبثه على شبكات التلفزيون في جميع أنحاء العالم. تمت ترجمة الفيلم إلى 18 لغة.